# Буслов, Казимир Павлович
Казимир Павлович Буслов (25 октября 1914 (25 октября 1914), д.. Кошелёво — 20 января 1983, Минск) — белорусский советский философ. Академик АН БССР (1972; член-корреспондент с 1969), доктор философских наук (1965), профессор (1966). Заслуженный деятель науки БССР (1978).

## Биография
Член КПСС с 1943 года. Окончил Смоленский педагогический институт в 1938 году, Высшую партийную школу при ЦК ВКП(б) в 1947 году, Академию общественных наук при ЦК КПСС в 1951 г.
В 1944—1948 гг. — лектор ЦК КП(б)Б, в 1951-56 — заведующий отделом ЦК КПБ, в 1956—1972 гг. — директор Института философии и права АН БССР. В 1970—1972 гг. — исполняющий обязанности, в 1973—1976 гг. — академик-секретарь Отделения общественных наук АН БССР, с 1976 года — заведующий сектором Института философии и права АН БССР. Одновременно с 1951 года — доцент, затем — профессор БГУ, Минского радиотехнического института. С 1972 года — председатель Белорусского отделения Философского общества СССР.
Кандидат в члены ЦК КПБ в 1952—1954 гг., член ЦК КПБ в 1954—1961 гг. Депутат Верховного Совета БССР в 1955—1959 гг.
Похоронен на Восточном кладбище.

## Научная деятельность
Научные работы Буслова, посвященный историческому материализму, проблемам социалистического прогресса, гуманизма и культуры.

### Научные работы
Опубликовал более 60 научных работ, в том числе 4 монографии.
Основные работы:
- Социальное единство, противоречия, ответственность. Мн.: Наука и техника, 1972.
- Социально-историческое развитие классов в СССР. Мн.: Наука и техника, 1979.
- Формирование социального в человеке. Мн.: Наука и техника, 1980.

## Награды
Государственная премия БССР 1984 г. за цикл работ по истории философии и общественной мысли Беларуси коктябрьского периода. Награждён орденом Октябрьской Революции (1974), медалями.